# Дневник једне тинејџерке
„Дневник једне тинејџерке“ (енгл. The Diary of a Teenage Girl) је филмска драма о одрастању из 2015. у режији Маријел Хелер, заснована на истоименом графичком роману Фиби Глоукнер. Бел Поули тумачи лик петнаестогодишње тинејџерке која се упушта у аферу са мајчиним дечком. Поред Поули у филму глуме: Кристен Виг, Александер Скарсгорд, Кристофер Мелони и Остин Лион. Пре него што је снимљен филм, ауторка графичког романа га је адаптирала у позоришну представу, где је глумила главну улогу.
Премијерно је приказан на Филмском фестивалу Санденс 24. јануара 2015, а затим и у нетакмичарској селекцији Филмског фестивала у Берлину. Критичари су га дочекали похвалама и тренутно на сајту ротен томејтоус држи збир од 94 посто позитивних филмских рецензија, са сумирајућим коментаром: Дрско неконвенционалан и освежавајуће искрен, „Дневник једне тинејџерке“ је искрена прича о одрастању која се бави својим темама - и својим протагонистима - без осуђивања..

## Улоге
| Глумац               | Улога             |
| -------------------- | ----------------- |
| Бел Поули            | Мини Гецен        |
| Александер Скарсгорд | Монро Рутерфорд   |
| Кристен Виг          | Шарлот Вортингтон |
| Кристофер Мелони     | Паскал Макоркил   |
| Остин Лион           | Рики              |
| Маргарита Левијева   | Табата            |